# Résolution 380 du Conseil de sécurité des Nations unies
Membres permanents
- Chine
- États-Unis
- France
- Royaume-Uni
- URSS

Membres non permanents
- RSS de Biélorussie
- Cameroun
- Costa Rica
- Guyana
- Iraq
- Italie
- Japon
- Mauritanie
- Suède
- Tanzanie

Résolution no 379 Résolution no 381
La résolution 380 du Conseil de sécurité des Nations unies est adoptée par consensus lors de la 1 854e séance du Conseil de sécurité des Nations unies le 6 novembre 1975, a constaté avec gravité que la situation au Sahara occidental s'était sérieusement détériorée. Le Conseil a noté avec regret que malgré la résolution 377, la résolution 379 et l'appel du président du Conseil de sécurité au roi du Maroc Hassan II, la Marche a quand même eu lieu.
La résolution déplore la tenue de la Marche et appelle le Maroc à retirer immédiatement du Sahara occidental tous les participants à la Marche. Le Conseil termine en appelant le Maroc et toutes les autres parties concernées à coopérer pleinement avec le secrétaire général et à remplir le mandat qui lui a été confié dans les résolutions 377 et 379.
Aucun détail sur le vote des membres du Conseil n'a été donné, si ce n'est qu'il a été « adopté par consensus ».

## Textes
- Résolution 380 Sur fr.wikisource.org
- Résolution 380 Sur en.wikisource.org